# Desargues sats

Perspektiv för trianglar. Motsvarande sidor på trianglarna, när linjerna dras ut, möts i punkter på en linje kallad perspektivaxel. Linjerna som dras genom motsvarande hörn på trianglarna möts i en punkt kallad perspektivcentrum. Desargues sats säger att det första villkoret är tillräckligt för att det andra också skall gälla.

Inom projektiv geometri säger Desargues sats, uppkallad efter Gérard Desargues, att:
Om två trianglar ABC och A'B'C' är belägna på ett sådant sätt att sammanbindningslinjerna mellan trianglarnas hörn (AA', BB' och CC') skär varandra i en punkt, kommer skärningspunkterna mellan förlängningarna av trianglarnas motsvarande sidor (skärningspunkterna mellan AB och A'B', AC och A'C' respektive BC och B'C') att ligga på en rät linje.
Denna incidenssats är normalt sann i det vanliga Euklidiska planet, men extra försiktighet krävs i speciella fall, som när ett par av sidor är parallella (deras "skärningspunkt" ligger då i oändligheten). Det matematiskt mest tillfredsställande sättet att lösa problemet med sådana exceptionella fall är att "komplettera" det Euklidiska planet till ett projektivt plan genom att lägga till punkter i oändligheten enligt Poncelet.
Desargues sats är sann för det reella projektiva planet, för varje projektivt rum som definieras aritmetiskt från en kropp eller divisionsring, för varje projektivt rum med en dimension skild från två samt för varje projektivt rum i vilket Pappos' sats gäller. Det finns dock några icke-Desargueska plan i vilka Desargues sats är falsk.

## Historia
Desargues publicerade aldrig satsen själv, utan den förekom i ett tillägg med titeln Manière universelle de M. Desargues pour practiquer la perspective ("En universell metod av M. Desargues för användandet av perspektiv") i en praktisk bok om perspektiv som gavs ut 1648  av hans vän och elev Abraham Bosse (1602–1676).

## Projektiva och affina rum
I ett affint rum som det Euklidiska planet gäller ett liknande uttalande, men bara om man tar upp en lång rad undantag som innefattar parallella linjer. Desargues sats är därför en av de mest grundläggande av enkla och intuitiva satser som naturligt hör hemma i det projektiva snarare än i det affina rummet.

## Självdualitet
Av definition är två trianglar perspektiva om och endast om de är "centrala i perspektiv" från en punkt (hörnens förbindelselinjer löper samman i ett perspektivcentrum) eller, likvärdigt enligt denna sats, "axiala i perspektiv" från en linje (sidornas förlängningar skär varandra i punkter vilka ligger på en rät linje, perspektivaxeln). Observera att perspektiva trianglar inte behöver vara liknande.
Under den vanliga dualiteten för planprojektiv geometri (i vilken punkter motsvaras av linjer och punkters kollinearitet motsvarar linjers konkurrens) är Desargues sats självdual: axial perspektivitet avbildas som central perspektivitet och vice versa. Desargues konfiguration (nedan) är en självdual konfiguration.

## Bevis av Desargues sats
Desargues sats gäller för projektiva rum av varje dimension över varje kropp eller divisionsring, och gäller också för abstrakta projektiva rum av dimension större än två. I två dimensioner kallas planen för vilken den gäller Desargueska plan och är desamma som de plan som kan ges koordinater över en divisionsring. Det finns också många icke-Desargueska plan för vilka satsen inte gäller.

### Tredimensionellt bevis
Desargues sats är sann för varje projektivt rum av dimension minst 3 och mera allmänt för varje projektivt rum som kan bäddas in i ett rum av dimension minst 3.
Desargues sats kan formuleras såhär:
Om linjerna A.A', B.B', C.C' är konkurrenta (sammanlöper i en punkt), så är
punkterna (A.B) ∩ (A'.B'), (A.C) ∩ (A'.C'), (B.C) ∩ (B'.C') kollinjära (ligger på samma linje).
Punkterna A, B, A' och B' är koplanära på grund av den antagna konkurrensen av A.A' och B.B'. Därför tillhör de två linjerna (A.B) och (A'.B') samma plan och måste sålunda skära varandra. Vidare, om trianglarna inte är koplanära utan ligger på olika plan, så tillhör punkten (A.B) ∩ (A'.B') båda planen. Genom ett symmetriargument finns också punkterna (A.C) ∩ (A'.C') och (B.C) ∩ (B'.C') och de tillhör båda trianglarnas plan. Eftersom dessa plan skär varandra i mer än en punkt är deras skärning en linje som är incident med alla punkterna.
Detta visar Desargues sats om inte trianglarna ligger i samma plan. Om de ligger i samma plan så kan satsen bevisas genom att välja en punkt som inte ligger i planet och använda denna för att lyfta ut trianglarna ur planet så att argumentet ovan gäller och sedan projicera dem tillbaka in i planet. Det sista steget misslyckas om det projektiva rummet har färre än tre dimensioner eftersom det inte finns någon punkt utanför planet.
Monges sats förutsätter också att tre punkter ligger på en linje och bevisas längs samma tankebanor genom att betrakta saken i tre snarare än två dimensioner och skriva linjen som en skärning mellan två plan.

### Tvådimensionellt bevis
Eftersom det finns icke-Desargueska plan för vilka satsen inte gäller måste några villkor uppfyllas för ett möjligt bevis. Dessa villkor tar vanligen formen att förmoda existensen av tillräckligt många kollineationer av en speciell typ, vilket i sin tur leder till att visa att det underliggande algebraiska koordinatsystemet måste vara en divisionsring (skevkropp).

## Relation till Pappos' sats
Pappos' sats säger att om en sexhörning AB'CA'BC' ritas på ett sådant sätt att hörnen A, B och C ligger på en linje och hörnen A', B' och C' ligger på en annan linje, så korsar motstående sidor varandra i tre punkter som är kollineära. (Hessenberg 1905) visade att Desargues sats kunde härledas från tre tillämpningar av Pappos' sats.
Motsatsen till resultatet gäller ej, det vill säga att Pappos' sats gäller inte i alla Desargueska plan. Att uppfylla Pappos' sats universellt är detsamma som att det underliggande koordinatsystemet är kommutativt. Ett plan som definieras över en icke-kommutativ divisionsring (en divisionsring som inte är en kropp) innebär att det är Desargueskt men att Pappos' sats inte gäller. Men, genom Wedderburns sats, som säger att all ändliga divisionsringar är kroppar, så gäller Pappos' sats för alla ändliga Desargueska plan. Det finns inget känt tillfredsställande geometriskt bevis för detta.

## Desargues konfiguration

Desargues konfiguration betraktad som ett par av ömsesidigt inskrivna femhörningar - varje hörn ligger på ett linjesegment som motsvarar en sida i den andra femhörningen.

De tio linjerna som är inblandade i Desargues sats (de sex triangelsidorna, de tre linjerna AA', BB' och CC' samt perspektivaxeln) och de tio inblandade punkterna (sex hörn, tre skärningspunkter på perspektivaxeln och perspektivcentrum) är arrangerade på ett sådant sätt att varje av de tio linjerna passerar genom tre av de tio punkterna och varje av de tio punkterna ligger på tre av de tio linjerna. Dessa tio punkter och tio linjer bildar Desargueskonfigurationen, ett exempel på en projektiv konfiguration. Fastän Desargues sats väljer olika "roller" för dessa linjer och punkter, så är konfigurationen mycket mer symmetrisk: vilken som helst av de tio punkterna kan väljas som perspektivcentrum och det valet bestämmer vilka sex punkter som kommer att vara triangelhörn och vilka tre som kommer att ligga på perspektivaxeln och när punkterna bestämts så bestäms ju också perspektivaxeln och de andra linjerna.